# Campagnolles
Campagnolles é uma comuna francesa na região administrativa da Normandia, no departamento Calvados. Estende-se por uma área de 10,06 km². Em 2010 a comuna tinha 546 habitantes (densidade: 54,3 hab./km²).